# Valenton
Valenton település Franciaországban, Val-de-Marne megyében. Lakosainak száma 14 453 fő (2022. január 1.). Valenton Créteil, Villeneuve-Saint-Georges, Crosne, Yerres, Choisy-le-Roi és Limeil-Brévannes községekkel határos.

## Népesség
A település népessége az elmúlt években az alábbi módon változott:
| Lakosok száma | 12 819 | 14 393 | 15 011 | 14 796 | 14 837 | 14 883 | 14 538 | 14 482 | 14 453 |
|               | 2013   | 2015   | 2016   | 2017   | 2018   | 2019   | 2020   | 2021   | 2022   |